# Anna Caroline de Belleville
Anna Caroline de Belleville, verh. Oury (* 24. Januar 1806 in Landshut; † 23. Juli 1880 in München) war eine bedeutende Pianistin und Komponistin des 19. Jahrhunderts.

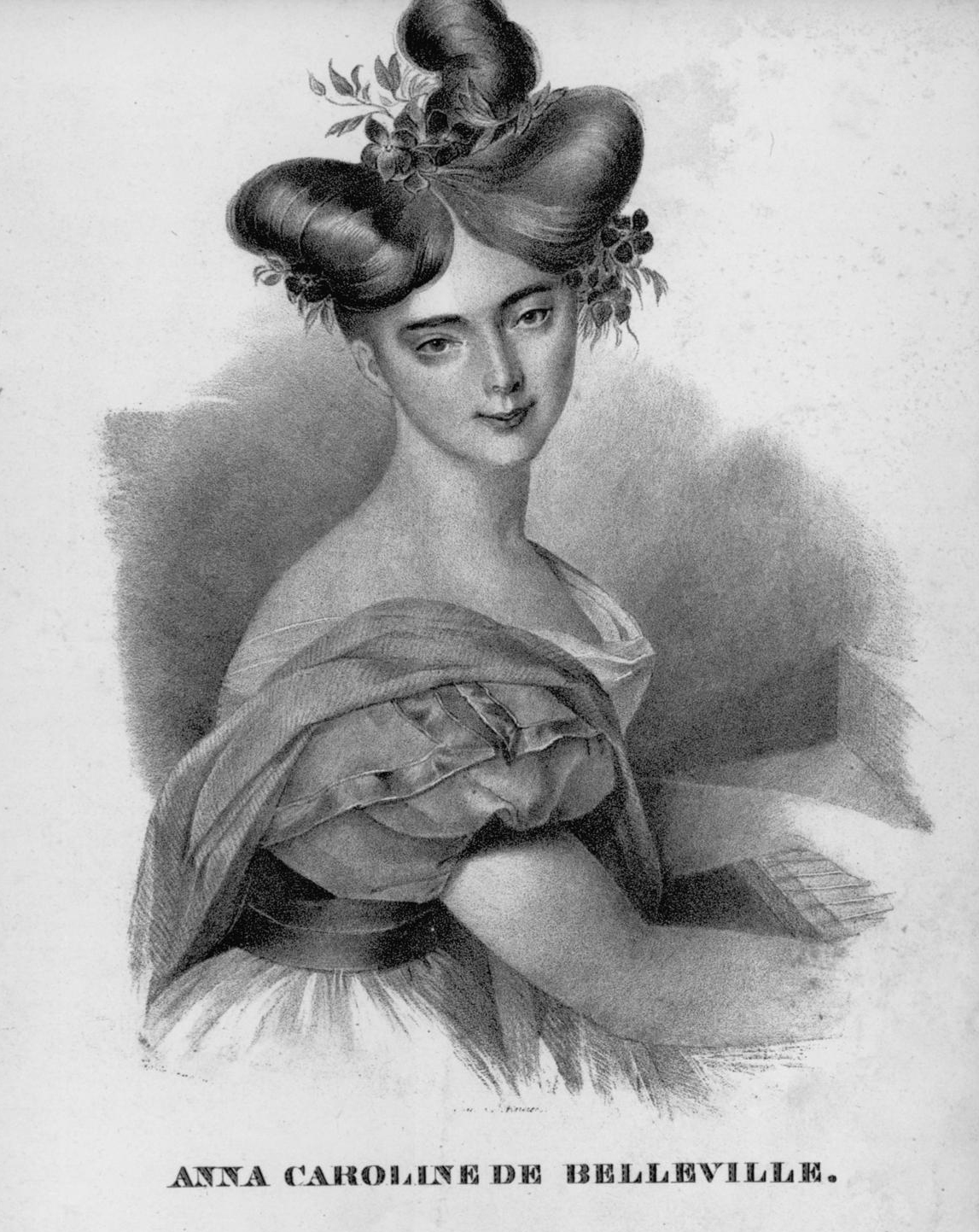
Anna Caroline de Belleville, Lithografie von August Kneisel

## Leben
Anna Caroline de Belleville war die Tochter von Carl de Belleville (ca. 1779–1851) und Amalia geb. Eck (1779–1846). Als Wunderkind wurde sie durch Vermittlung von Johann Andreas Streicher ab dem Alter von zehn Jahren bei Carl Czerny in Wien ausgebildet und debütierte 1816 im Münchener Museum. Sie trat regelmäßig öffentlich auf, wobei sie schon früh auch eigene Kompositionen von sich aufführte. In Wien traf sie außerdem mit Ludwig van Beethoven zusammen, der sich von ihrer Interpretation seiner As-Dur-Sonate op. 26 beeindruckt gezeigt haben soll.
Von 1820 bis 1846 lebte sie überwiegend als reisende Pianistin (als Solistin und Kammermusikpartnerin) und konzertierte in ganz Europa. Ihr Repertoire umfasste Werke von Henri Herz, Ignaz Moscheles und Friedrich Kalkbrenner sowie von Ludwig van Beethoven, Johann Nepomuk Hummel und Felix Mendelssohn Bartholdy. Auf einer Konzertreise 1820/21 bemühte sich ihr Vater darum, dass sie am Prager Konservatorium aufgenommen wurde. Vermutlich wurde sie aber als ausländische Studierende abgelehnt oder der Grund war eine noch fehlende Klavierklasse. Ihr Klavierstudium setzte sie in Paris, wahrscheinlich bei Friedrich Kalkbrenner, und in Wien bei Andreas Streicher fort.
Im Jahr 1831 heiratete Anna Caroline de Belleville den britischen Geiger Antonio James Oury, der sie auch auf ihren Konzertreisen begleitete und mit dem sie zusammen auftrat. Ab 1839 lebte das Paar in England (London und Brighton), wo sie regelmäßig private kammermusikalische Matineen veranstaltete. Beide waren Professoren an der Royal Academy of Music.
Nach 1846 reduzierte sie ihre Konzerttätigkeit und widmete sich verstärkt der Komposition. Ihr Œuvre umfasste ca. 200 Werke u. a. Variationen über bekannte Opernthemen bzw. -melodien, Impromptus, Nocturnes, Mazurkes und Valses sowie Klaviertranskriptionen und -bearbeitungen bekannter Lieder und Chöre.
Frédéric Chopin, der Anna Caroline de Belleville 1830 in Warschau in einem Konzert gehört hatte, widmete ihr 1842 seine Valse op. 70 Nr. 2.

## Kompositionen (Auswahl)
- Souvenirs de Paris. Introduction et Valse. Mailand: Ricordi, 1847.
- Grande fantaisie brillante sur l’opéra de „Martha“ (Friedrich von Flotow), op. 46. London: Boosey, 1855.
- Mozart, Wolfgang Amadeus. Menuett und Trio aus der Symphonie Es-Dur. Klavierbearbeitung. London, 1855.
- Mazurka brillante. London, 1855.
- Plaintes de l’Absence. Ballade sans paroles, op. 66. London: Chappell, 1860.
- Six popular transcriptions for the Piano forte. London, 1863.
- L’Étoile. Nocturne. London, 1871.
- Odds & Ends. Quadrilles. London: F. Brooks & Co, 1889.
- Laudate Dominum. Fantasia on Sacred Airs. London: F. Brooks & Co, 1890.